# Дульсе Марія
Дульсе Марія Еспіноса Савіньйон (ісп. Dulce María Espinosa Saviñón; нар. 6 грудня 1985) — мексиканська акторка і співачка. Учасниця кількох музичних проєктів, у першу чергу в поп-гурті RBD з 2004 по 2009 рік, що виник від успішної теленовели Бунтарі (2004—2006), і продала 57 000 000 альбомів по всьому світу. З 2009 року, після підписання контракту з Universal Music, Дульсе Марія випустила два сольних альбоми: Extranjera (2010) і Sin Fronteras (2014).

## Життєпис
Дульсе Марія народилася 6 грудня 1985 в Мехіко, федерального округу. У неї є дві сестри, Бланка Ірері та Клаудія. Її родичкою по жіночій лінії була Фріда Кало.
Дульсе Марія зустрічалася з Альфонсо Херрера, воротарем Гільєрмо Очоа, актором Пабло Лайлом та підприємцем Луїсом Родріго Рейесом. Попри запевнення Дульсе у дружніх стосунках з Крістофером фон Укерманном, актором Rebelde, мексиканська преса багато років ширила постійні чутки про їхній роман.

## Музична кар'єра
У дитинстві Дульсе Марія почала зніматися у рекламних роликах. У 1993 році, 8-річною, виступила на площі Сесамо, мексиканській версії Вулиці Сезам. Також з'являлася в різних мексиканських рекламних роликах, в тому числі у ролику мексиканського меблевого магазину Віана на честь Дня матері. Пізніше виступала в Ель Клуб де Габі і взяла участь у кількох екстрених випусках на каналі мексиканського Діскавері Кідс. Почала працювати в мильних операх в Televisa (телекомпанія), але виявила свою справжню пристрасть, беручи участь у музичному проєкті Ребельде.

Дульсе Марія як учасниця RBD на прес-конференції у Бразилії.

У 1996 році Дульсе Марія долучилася до мексиканського музичного гурту K.I.D.S.. Вони були дуже популярні серед дітей у Мексиці і випустили два хітових сингли, La mejor de tus sonrisas («Найкраща з твоїх посмішок») і Prende el switch («Увімкніть вимикач»). У 1999 році Дульсе вирішила покинути гурт через особисті причини. Після виходу з K.I.D.S. Дульсе зі своїм тодішнім бойфрендом Деніелем Хабіфом створила гурт D&D. Вони записали п'ять пісень, але з невідомих причин гурт розпався. На початку 2000 року Дульсе замінила Енджі в Jeans, жіночому латинському попгурті. Покинула гурт через два роки, щоб знятися у Clase 406.
Дульсе почала зніматися в теленовелах і врешті знялася як одна з головних героїв у Rebelde. Успіх Rebelde дав поштовх до запуску RBD. RBD видали 9 студійних альбомів, включаючи альбоми іспанською, португальською та англійською. Вони продали понад 20 мільйонів альбомів по всьому світу і гастролювали всією Мексикою, Південною Америкою, Сербією, Румунією, США та Іспанією. На 15 серпня 2008 року RBD оприлюднили повідомлення, що гурт ухвалив рішення про розпад. Вони дали останній тур, Gira Del Adios World Tour, який закінчився в 2008 році.
25 листопада 2008 року Дульсе Марія співпрацювала з Тіціано Ферро і ANAHI над піснею El Regalo Màs Grande («Найбільший дар»). Після розпаду RBD Дульсе підписала контракт з Universal Music і оголосила, що почне запис у 2009 році як сольна виконавиця.

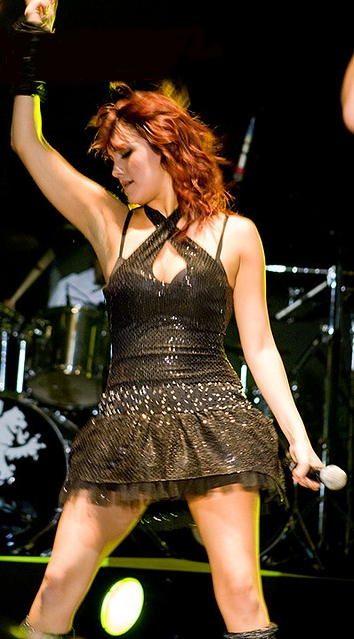
Дульсе Марія на виступі у 2008 році

У 2009 році Марія записала дві нові пісні для новели Верано де Амор: Verano і Dejame Ser (останню написала з Карлосом Лара). Дульсе також співпрацювала з Akon для реміксу на його пісню Beautiful. Вони виконали пісню разом на радіо-концерті 2009 року, El Evento 40. Дульсе Марія грала Ільєну Фаустіно в Grand Theft Auto IV.
Дульсе Марія випустила свій перший сольний сингл 17 травня 2010 року, Inevitable. Кліп було випущено 24 травня і зрежисовано аргентинцем Франциско Д'Аморім Ліма. Сольний альбом Дульсе Марії «Extranjera» планувалося випустити 7 вересня, але дата релізу була змінена через записи деяких нових композицій. Потім реліз альбому планувався на 9 листопада 2010 року, про що ішлося в її Twitter. Сюрпризом стало те, що альбом мав бути розділений на два: Extranjera Primera Parte, з 7 треків, в тому числі хіт Inevitable, опублікованій 9 листопада 2010 року, та Extranjera Segunda Parte зі ще 7-и треками плюс DVD з доповненнями. 9 листопада 2010 року Дульсе Марія представила свій альбом на вітрині у Lunario і оголосила другий сингл Ya No у другій частині альбому, на літо 2011 року. Ця пісня — кавер на композицію співачки Селени з альбому Amor Prohibido. Пісня почала грати на радіо 16 листопада 2010 року.
14 січня було випущене прев'ю кліпу для нового синглу Дульсе Ya No. Музичне відео Ya No було випущене 10 лютого на її YouTube раніше, ніж планувалося, через його злиття в інтернет.
Дульсе Марія оголосила на своєму YouTube, що Extranjera Segunda Parte вийде 14 червня 2011 року.

## Акторська кар'єра

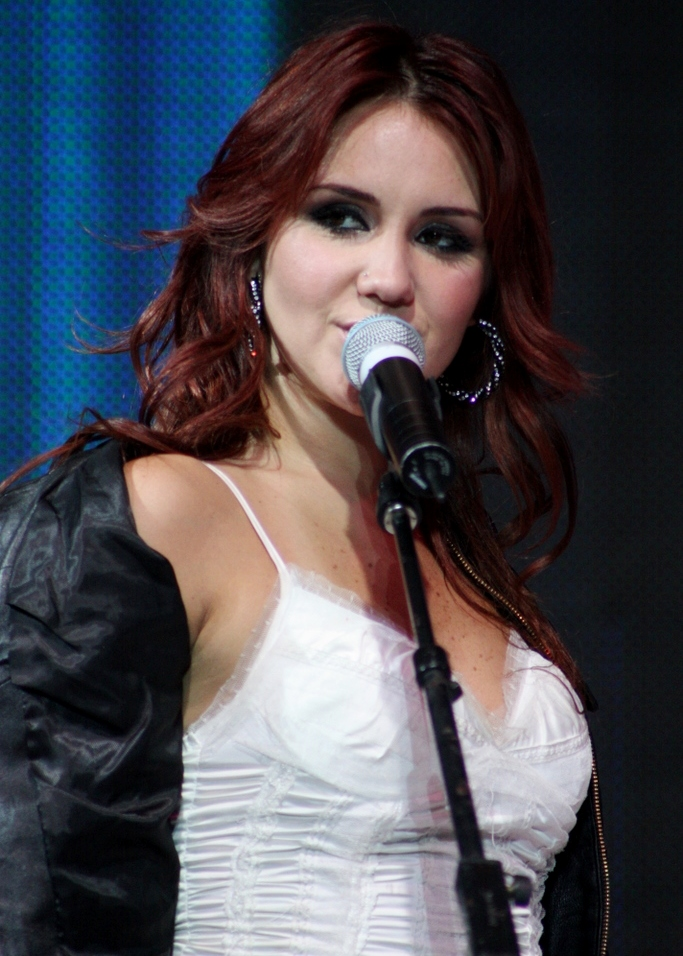
Дульсе Марія в 2011

Після успіху як дитячої зірки Дульсе Марія почала зніматися в теленовелах, орієнтованих на підлітків, таких як El Juego de la Vida («Гра в життя») і Clase 406. У Clase 406 вона працювала разом з Альфонсо Еррера, Анаї і Кристіаном Чавес, які згодом стали її колегами по групі в RBD. У 2004 році вона виступила однією з головних героїв в «Бунтарі», мексиканському ремейку хітової аргентинської теленовели «Буремний шлях». Дульсе грала Роберту Пардо, вольову дочку відомого мексиканського співака. «Бунтарі» стпв світовим хітом і мав понад 400 епізодів, які виходили в ефір з 2004 до 2006 р. У 2006 році за роботу в «Бунтарях» акторка отримала «TVyNovelas award» за Найкращу молоду акторку теленовел.
Після успіху «Бунтарів» в 2007 році компанія Televisa випустила RBD: La Familia, в якому знімалися учасники RBD. Комедія була створена на вигаданих історіях з їх життя. RBD: La Familia був першим мексиканським сералом, повністю знятим у форматі високої чіткості. Шоу тривало з 14 березня 2007 року до 13 червня 2007 року і включало в себе лише 13 епізодів.
У 2009 році Дульсе Марія знялася в роді Міранди в теленовелі Verano de amor з Гарсією Віванко і Арі Боровим, зрежисованій Педро Даміаном, де вона інтерпретує тематичні пісні теленовели, Verano і Déjame Ser. Прем'єра теленовели відбулася 9 лютого 2009 року, замінивши серію Juro Que Te Amo. Verano de amor поширювала ідею екологічної відповідальності, яка була розширенням ініціативи Televisa в «Televisa Verde», зосередженої на навколишньому середовищі.
У 2010 році отримала премію People En Español як Найкраща молода акторка для теленовели Verano de amor. 
У квітні 2010 року Марія Дульсе зіграла Люпіту в новій незалежній кінокартині режисера Гонсало Джустініано, «Alguien Ha Visto A Lupita?» (Хто-небудь бачив Люпіту?) у головній ролі разом з чилійським актором Крістіаном де ла Фуенте. Фільм був випущений в березні 2011 року. Дульсе Марія була в лінії моди Cklass з екс-колегою Майт Пероні. Дульсе була у телешоу Clase 406 з акторами Anahi, Альфонсо Еррера і Християном Чавесом. Два останніх з трьох були також у групі з Дульсе, яка теж була названа Clase 406.
 У 2013 році Дульсе повернулась до теленовел і знялася в Mentir para Vivir.
У 2015 році вона з'явилася у відео від PETA, закликаючи людей не відвідувати цирків, де виступають тварини.
У 2016 році Дульсе Марія знялась як перша антагоністка в теленовелі Corazón que miente.

## Активізм

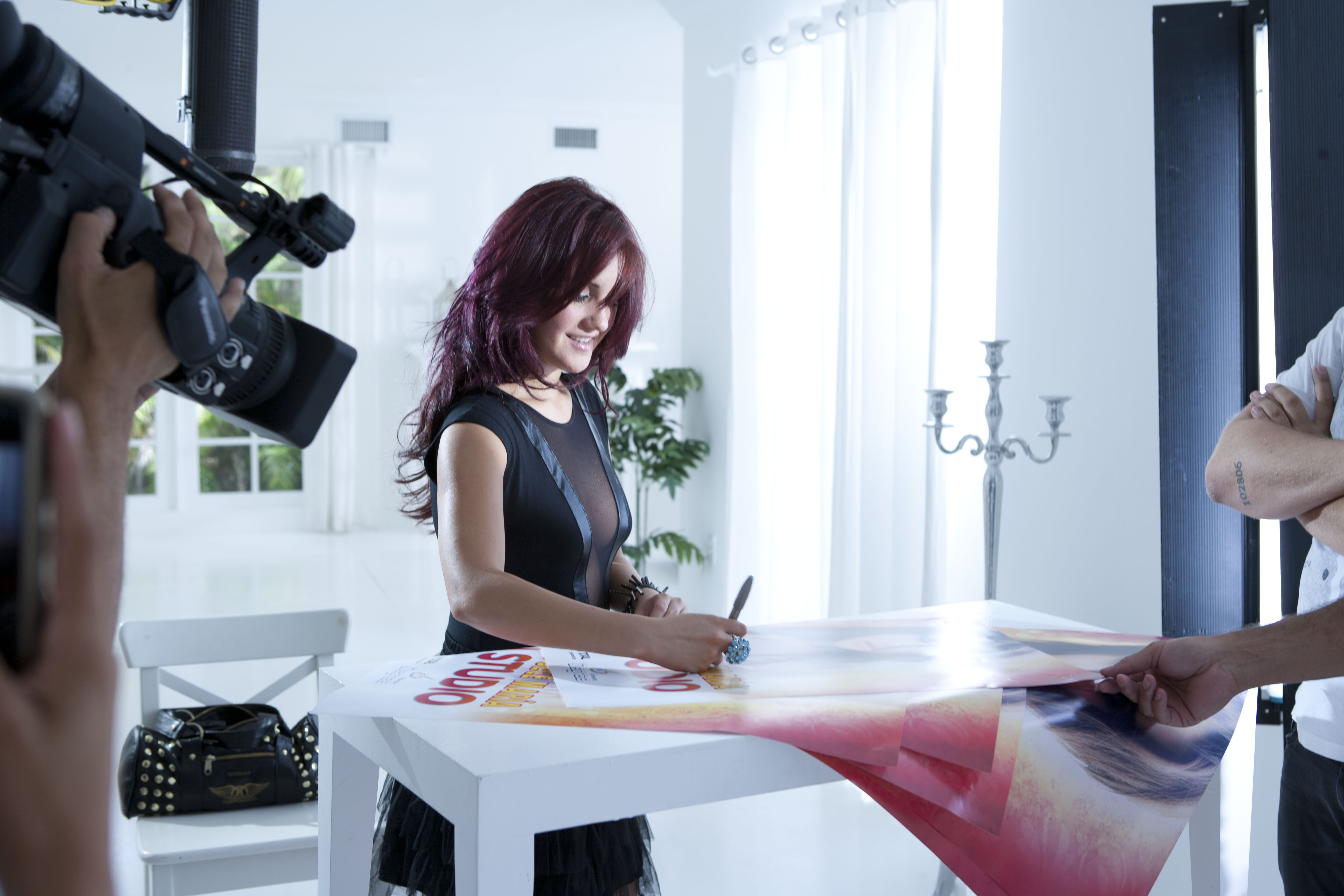
Дульсе Марія роздає автографи на Walmart

Бабуся Дульсе Марії була двоюрідною сестрою мексиканської художниці Фріди Кало. У 2007 році Марія Дульсе випустила Дульсе Амаргу, автобіографічну книгу віршів і оповідань на основі її досвіду в RBD. 
У 2009 році Дульсе Марія створила фонд Dulce Amanecer для підтримки громади місцевих жінок та їхніх дітей, а також для охорони навколишнього середовища. У вересні 2009 року співачка була обрана Google, Save the Children and Chicos.net як представниця кампанії «Так технологіям», спрямованої на сприяння належному використанню технології та Інтернету серед дітей та молоді.
Вона була обрана мексиканським журналом Quién як одна з найкрасивіших людей 2006 року. У 2007 та в 2010 журнал People En Español назвав її однією з 50 найкрасивіших.